# Ligne du Tonkin
La ligne du Tonkin, ou ligne du Sud-Léman (ligne St-Gingolph–Bouveret–Monthey–St-Maurice et portion de la ligne de Longeray-Léaz au Bouveret), est une ligne de chemin de fer reliant Saint-Maurice à Genève (Suisse), en passant par Évian-les-Bains, Thonon-les-Bains et Annemasse (France).
La ligne est exploitée dans le Chablais valaisan, ainsi qu'entre Évian-les-Bains et Genève, mais la section reliant Saint-Gingolph à Évian-les-Bains, longue de 17,8 kilomètres, sur la rive sud-est du lac Léman, dans le Chablais savoyard, n'est plus exploitée depuis 1998. Actuellement, plusieurs associations militent pour sa réouverture.

## Historique de la ligne

### Chronologie
- Le 7 septembre 1852, des investisseurs vaudois demandent une concession au Conseil d'État du Valais pour une ligne Villeneuve - Aoste. La concession est refusée et le gouvernement valaisan demande l'étude d'une ligne Bouveret - Sion[1].
- Le 11 janvier 1853, le gouvernement valaisan accorde la concession pour la ligne Bouveret - Sion[1].
- Le 30 juin 1858, le tunnel de Saint-Maurice est percé[1].
- Le 16 février 1859, le premier convoi fait le trajet du Bouveret à Vouvry[1].
- Le 27 mars 1859, le premier train entre en gare de Monthey[1].
- Le 3 avril 1859, la première locomotive traverse le tunnel de Saint-Maurice[1].
- Le 14 juillet 1859, mise en service de la ligne Le Bouveret - Saint-Maurice, sans inauguration. Trois aller-retour quotidiens ont lieu[1]. La ligne appartient à la Compagnie de la Ligne d'Italie (LI) qui l'exploite[2].
- En 1860, prolongation de la ligne jusqu'à Sion[1].
- En 1874, la compagnie de la Ligne d'Italie fait faillite et c'est la compagnie du Simplon qui reprend l'exploitation de la ligne[3].
- En 1878, la ligne est prolongée entre Le Bouveret et Saint-Gingolph[4].
- Le 30 août 1880, mise en service de la ligne entre Collonges et Thonon-les-Bains via Annemasse, par le PLM.
- Le 30 août 1880, ouverture de la ligne entre Longeray-Léaz et Thonon-les-Bains, par le PLM.
- En 1881, la compagnie du Simplon fusionne avec la compagnie de Suisse Occidentale et forme la compagnie de la Suisse occidentale et du Simplon (SOS) qui exploite désormais la partie suisse de la ligne[5].
- Le 1er juin 1882, ouverture de la ligne entre Thonon-les-Bains et Évian-les-Bains, par le PLM.
- Le 10 juillet 1883, mise en service de la ligne d'Annemasse à La Roche-sur-Foron, par le PLM.
- Le 5 juin 1884, mise en service de la ligne d'Annecy à La Roche-sur-Foron, par le PLM.
- Le 1er juin 1886, mise en service de la ligne d'Évian-les-Bains à Saint-Gingolph, par le PLM.
- À la suite d'une nouvelle fusion, en 1889, la partie suisse de la ligne est exploitée par la compagnie du Jura-Simplon (JS)[6].
- Le 1er mai 1903, les Chemins de fer fédéraux (CFF) reprennent l'exploitation de la partie suisse de la ligne[7].
- En 1938, le trafic voyageur est supprimé sur la partie française pour être reporté sur la route.
- Durant la Seconde Guerre mondiale, avec la défaite de la France, toutes les douanes ferroviaires étaient sous contrôle de la puissance occupante sauf celle de la ligne du Tonkin qui était le seul point de passage franco-suisse resté ouvert. La gare du Bouveret avait alors un trafic de 300 wagons de marchandises par jour[8].
- En 1945 et 1946, des trains spéciaux de la Croix-Rouge transportaient des anciens prisonniers, mais aussi et surtout des vivres. Un grand nombre de ces trains assuraient des relations régulières depuis Saint-Maurice à Avignon et Sète par la ligne du Tonkin et circulaient via Le Bouveret, Saint-Gingolph, Évian-les-Bains, Annemasse, Annecy, Chambéry, Montmélian, Grenoble et Valence. Ces trains étaient tractés par des locomotives à vapeur C 5/6 suisses des CFF louées par la SNCF.
- Le 1er octobre 1954, mise en service par les CFF de l'électrification de la section suisse entre Saint-Gingolph et Monthey[9].
- En hiver 1972/1973, on a comptabilisé en direction d'Évian-les-Bains et du Bouveret un trafic de marchandises de 1 000 tonnes à l'importation et de 19 000 tonnes à l'exportation, selon les sources des Directions SNCF et des Douanes de Chambéry.
- Le 8 avril 1979, circulation d'un autorail spécial X 4694 (série X4500) affrété par l'ARCAR[précision nécessaire] de Thonon-les-Bains entre Évian et Le Bouveret.
- Le 8 avril 1984, circulation d'un train spécial de voyageurs, baptisé « Tonkin Express », affrété par les CFF et l'ATCAR (Association Thononaise et Chablaisienne des Amis du Rail) entre Sion et Annecy via Martigny, Saint-Maurice, Le Bouveret, Saint-Gingolph, Évian-les-Bains, Annemasse et La Roche-sur-Foron. De Saint-Gingolph à Évian-les-Bains, ce train (composé de dix voitures Eurofima orange des CFF) a été tracté par la locomotive diesel BB 66117 (série BB 66000) de la SNCF.
- En 1988, le trafic marchandise est supprimé sur la partie française par la SNCF.
- De 1986 à 1998, le train touristique Rive-Bleue Express circule entre Le Bouveret et Évian, maintenant la partie française de la ligne en état.
- En 1998, fermeture et neutralisation de la partie française entre Saint-Gingolph et Évian.
- En 2003 l'exploitation de la ligne suisse est reprise par l'entreprise nouvellement créée RegionAlps.
- Du 20 novembre 2006 à 2010, la partie de ligne neutralisée est nettoyée en vue d'une éventuelle réouverture.
- Le 9 décembre 2012 le RER Valais | Wallis est entré en service et fonctionne à la cadence d'un train à la demi-heure instaurée aux heures de pointe entre Brigue et Monthey[10] et cadence à l'heure entre Saint-Gingolph et Monthey.
- 2016 : généralisation de la cadence de trains à la demi-heure à partir de Monthey en direction de Brigue.

### Origine du surnom
Le surnom de ligne « du Tonkin » aurait été donné à cette ligne par ses constructeurs, qui y auraient trouvé, lors des travaux, des conditions géologiques leur rappelant celles rencontrées lors de la construction de la « vraie » ligne du Tonkin, entre le sud de la Chine et le nord de l'Indochine, alors colonie française.

## Projet de réouverture de la section Évian − St-Gingolph

### Prémices

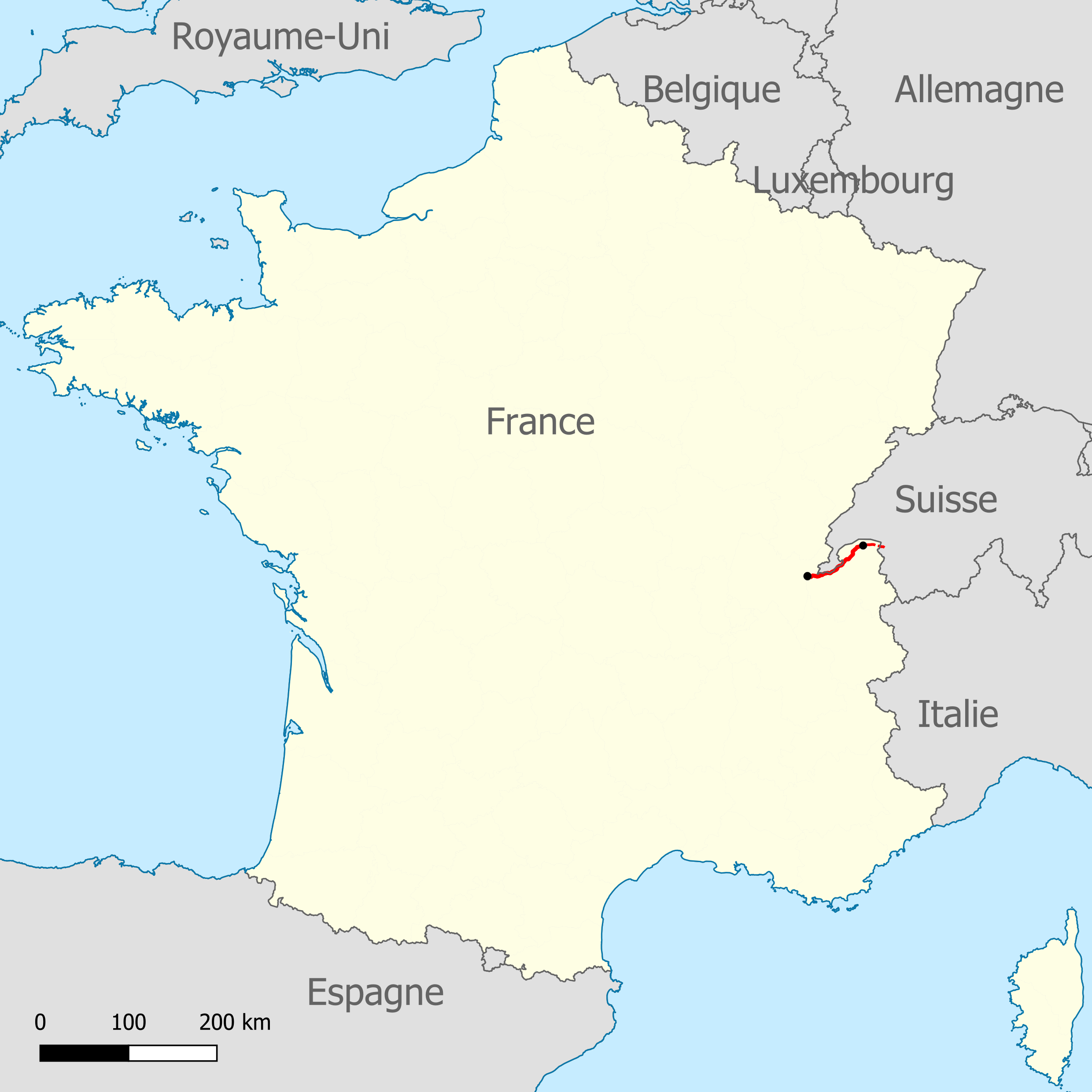
Ligne du Tonkin à l'extrême-droite, les ponts noirs sont Bellegarde à gauche et Évian à droite.

Après la vente du matériel roulant du train touristique « Rive-Bleue Express », le pouvoir local français favorise dans un premier temps la transformation de la ligne en piste cyclable, plutôt que d'œuvrer à sa réouverture. L'idée est pourtant vite abandonnée, notamment à cause des conventions internationales empêchant le déferrement de la ligne et de son coût (100 000 euros le kilomètre).
D'autres idées font alors leur apparition, comme la reconversion du tracé de la voie ferrée en voie verte et la construction d'une route en viaducs et tunnels au-dessus des villages de la rive sud du lac Léman, ce qui permettrait de dévier le trafic routier international. Mais ces propositions ne rencontrent pas un écho favorable auprès des autorités locales et nationales, tandis que la réouverture de la ligne, qui a également ses partisans, revient sur le devant de la scène.
À ce sujet, selon les opposants au projet de réhabilitation de la ligne ferroviaire, l'étude préliminaire pour la réouverture de la ligne coûte 2 millions d'euros, somme supérieure à la réalisation d'une voie verte de 17 kilomètres à 100 000 euros le kilomètre. Or, on sait de source officielle que l'étude préliminaire représente un coût réel de 115 100 euros.
Le dossier est alors saisi par la région Rhône-Alpes, organisatrice des transports ferroviaires, en partenariat avec les cantons suisses de Genève et du Valais, qui votent en février 2006 un crédit de 400 000 francs suisses pour le débroussaillage et le désherbage de la partie française abandonnée jusqu'en 2010 inclus, dans l'attente d'une décision. Le nettoyage de la ligne commence le 20 novembre 2006.

### Enclenchement du processus de réouverture
Le 16 décembre 2008, le conseil régional de Rhône-Alpes adopte à l'unanimité de ses membres un vœu inscrivant la réouverture dans le Schéma Régional des Services de Transports et dont voici le contenu :
Le Conseil Régional Rhône-Alpes réaffirme les objectifs et les orientations du schéma régional des services de transport (SRST) en faveur de la ligne ferroviaire dite « du Tonkin » entre Évian et Saint-Gingolph. Il demande que les études d'avant-projet commencent immédiatement et réaffirme à cet effet son souhait d'un projet compatible avec la technique suisse (alimentation électrique, signalisation et technique identique à la ligne Pontarlier-Les Verrières) et les contraintes des zones traversées (milieu urbain, semi-urbain, rural). Il souhaite que ce projet se développe en étroite collaboration avec les élus, les populations concernées et le monde associatif. Il souhaite enfin que l'État français et RFF s'engagent rapidement à mettre en place la part de financement qui leur revient sur ce projet.
Le 16 mars 2009, le président du conseil régional de Rhône-Alpes Jean-Jack Queyranne annonce le lancement prochain d'une étude préliminaire permettant une réouverture touristique dès 2011, en attendant le trafic voyageur régional en 2013, voire 2015. Quatre ans plus tard, en juin 2015, aucun train ne circule sur la partie abandonnée.
Le 22 avril 2009 est présenté à Saint-Gingolph le cahier des charges de l'étude préliminaire, financée par la région Rhône-Alpes et le Syndicat intercommunal d'aménagement du Chablais, regroupant les 62 communes du Chablais français, pour la France, ainsi que par l'Organisme intercantonal de développement du Chablais, regroupant les cantons de Vaud et du Valais, pour la Suisse.
Les résultats de cette étude préliminaire sont présentées à Évian-les-Bains le 18 juillet 2011. Le coût de réhabilitation de la ligne s'élève à 106 millions d'euros (124 millions d'euros avec marges et aléas). Le scénario retenu est le prolongement des services ferroviaires valaisans jusqu'à Évian-les-Bains. De ce fait, la ligne serait électrifiée en courant suisse et exploitée par la compagnie RegionAlps (filiale des CFF). Aujourd'hui, les financements sont recherchés et les partenaires attendent le prochain Contrat de Plan entre l'État français et la région Rhône-Alpes.
Le 22 septembre 2012, une action symbolique de l'association franco-suisse Sauvons le Tonkin fait franchir une maquette d'une rame Domino sur le passage à niveau de la commune de Meillerie, situé approximativement à mi-chemin entre les gares des communes d'Évian-les-Bains et de Saint-Gingolph,.
Le 20 février 2020, environ trois mois après l'ouverture complète du réseau Léman Express, un comité de pilotage, composé des représentants suisses et français, se réunit pour redonner vie aux 17 kilomètres de voie manquants. Il prévoit des études jusqu'en 2022, le début des travaux vers 2024 et l'ouverture de la ligne en 2027. 
En mars 2024, le Grand Conseil valaisan a voté l’octroi d’un crédit d’engagement de 22,8 millions de francs suisses pour le projet de réhabilitation de la ligne ferroviaire entre Saint-Gingolph et Évian-les-Bains. Le début de travaux pourrait intervenir en 2028 ou 2029, pour une mise en service en 2031 ou 2032 (soit vingt-deux ans après la résolution du Conseil Régional Rhône-Alpes, pour réhabiliter 17 km de voie). 

### Maillon manquant autour du Léman

Carte de situation (réseau TER Rhône-Alpes), la ligne du Tonkin est en haut à droite de l'image.

Avec l'appui de la Confédération, le canton du Valais investit 24 millions de francs suisses pour rénover la ligne ferroviaire qui traverse le Chablais valaisan, entre Saint-Maurice et Saint-Gingolph.
Du côté français, RFF et la SNCF engagent une partie des 48 millions d'euros pour la pose d'une signalisation automatique (BAL) entre Évian et Annemasse[réf. souhaitée].
Il ne manque donc que 17 kilomètres pour que les boucles ferroviaires du lac Léman (via Montreux et Lausanne) et du Mont-Blanc (via Saint-Gervais-les-Bains et Chamonix) soient complètes.
Notons aussi que dans le cadre de la réalisation de la ligne Cornavin – Eaux-Vives – Annemasse (CEVA), des trains Genève-Cornavin – Annemasse – Thonon-les-Bains  – Évian-les-Bains – Saint-Gingolph – Martigny – Sion – Brigue  pourraient circuler chaque heure[réf. souhaitée]. En outre, de par la géométrie du Léman, cet axe s'avère plus court que l'actuel transit par Lausanne. Le temps de parcours Martigny–Genève serait ainsi réduit.
Le fret évoqué dans certains discours ne semble pas réalisable à cause du profil de la voie ferrée, comme le révèle une étude de Réseau ferré de France en 2002[réf. nécessaire]. Par endroits (de part et d'autre des bains d'Évian notamment), la pente est trop raide, ce qui nécessiterait une double traction, contre une simple traction au nord du lac Léman, mais surtout des sommes importantes pour la réfection de l'infrastructure[réf. nécessaire].

## Galerie de photographies

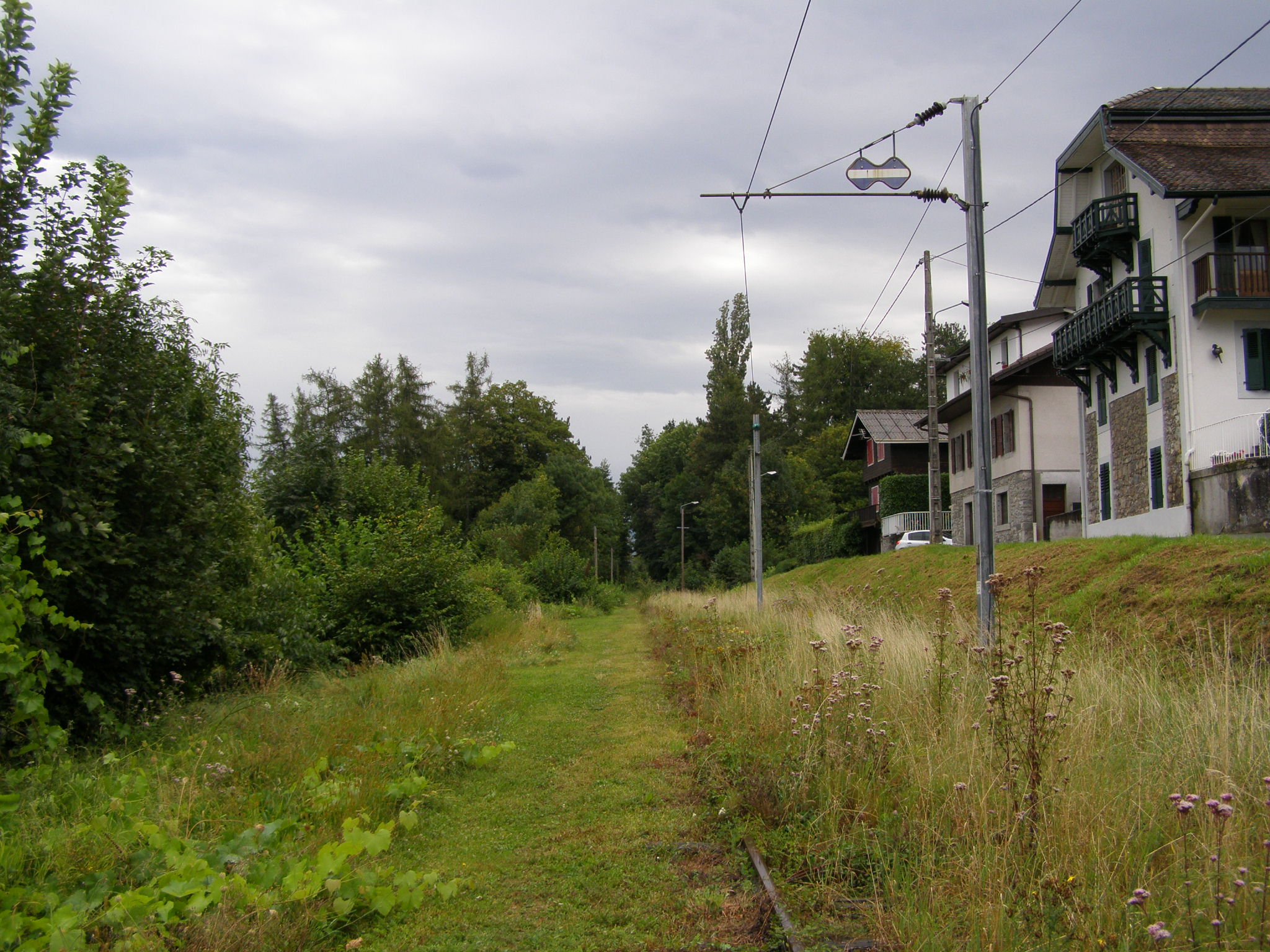
Fin de caténaire à Évian.
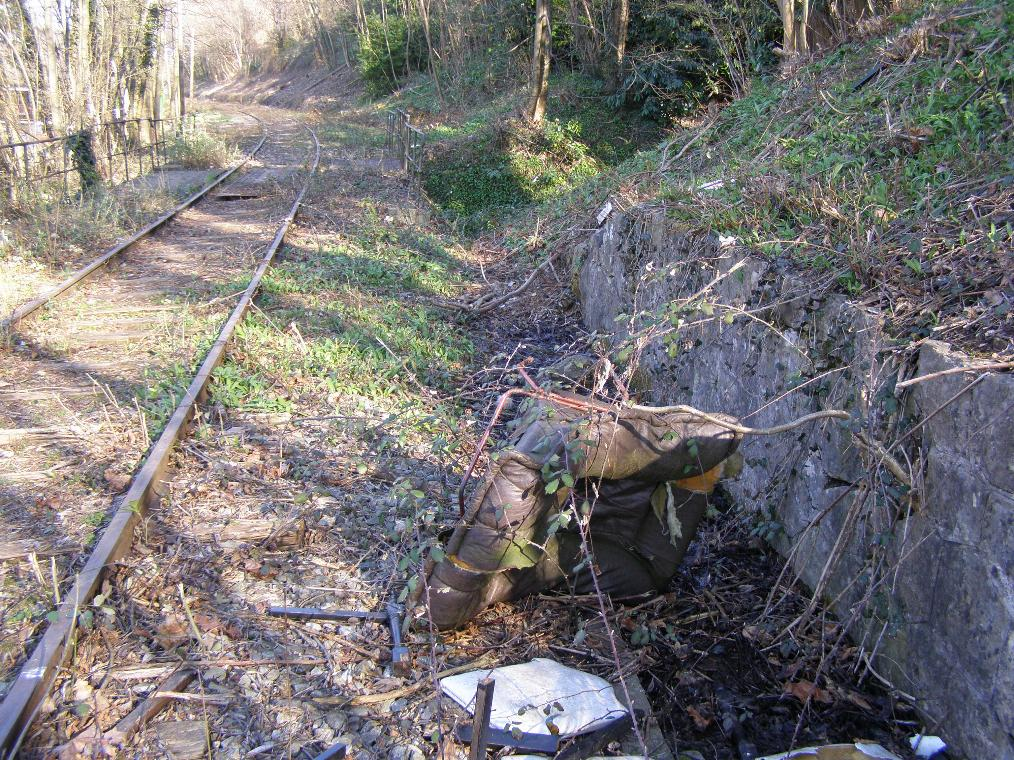
Évian, au-dessous des immeubles du gallia.
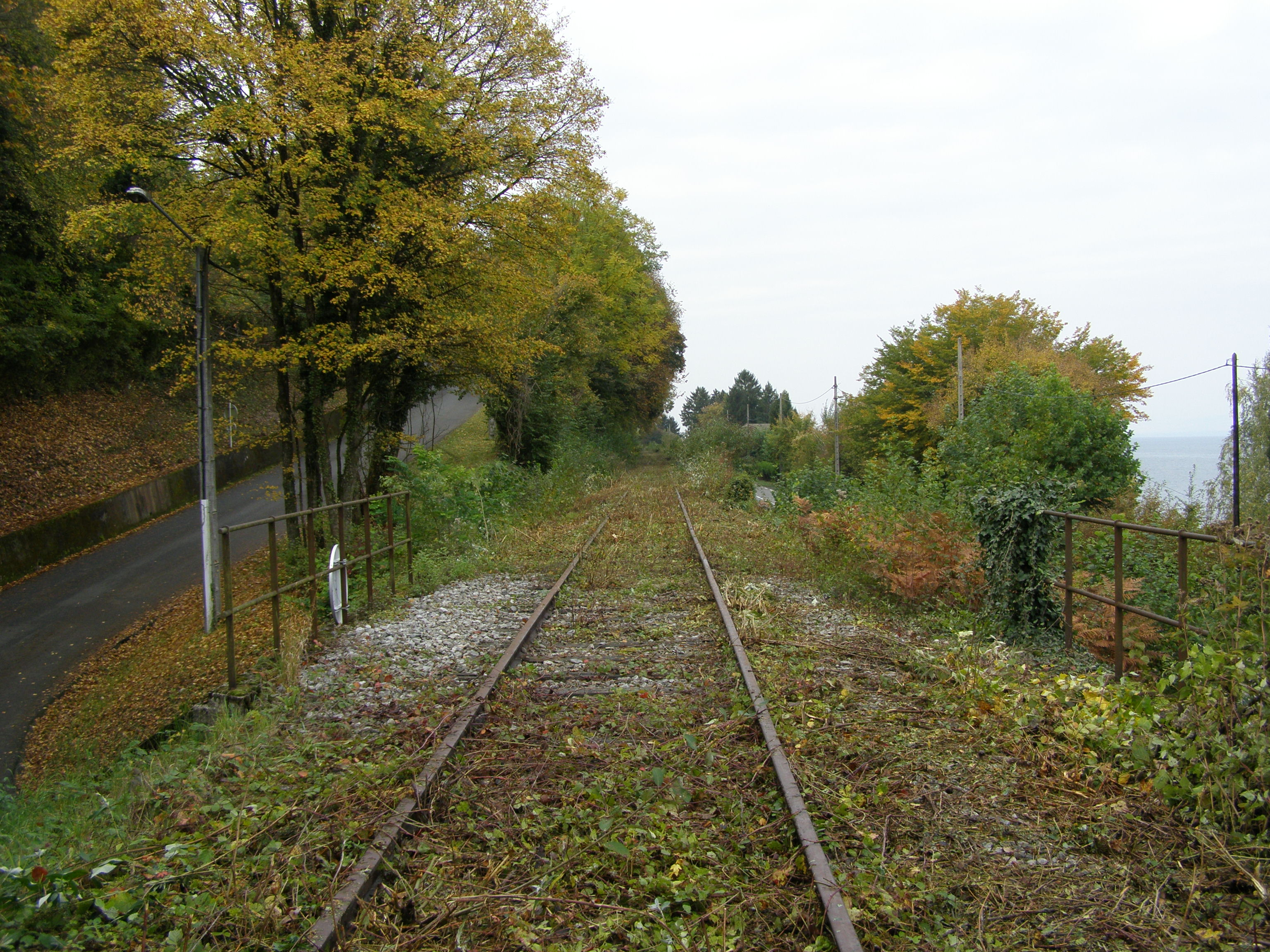
Pont du Troubois à Lugrin.
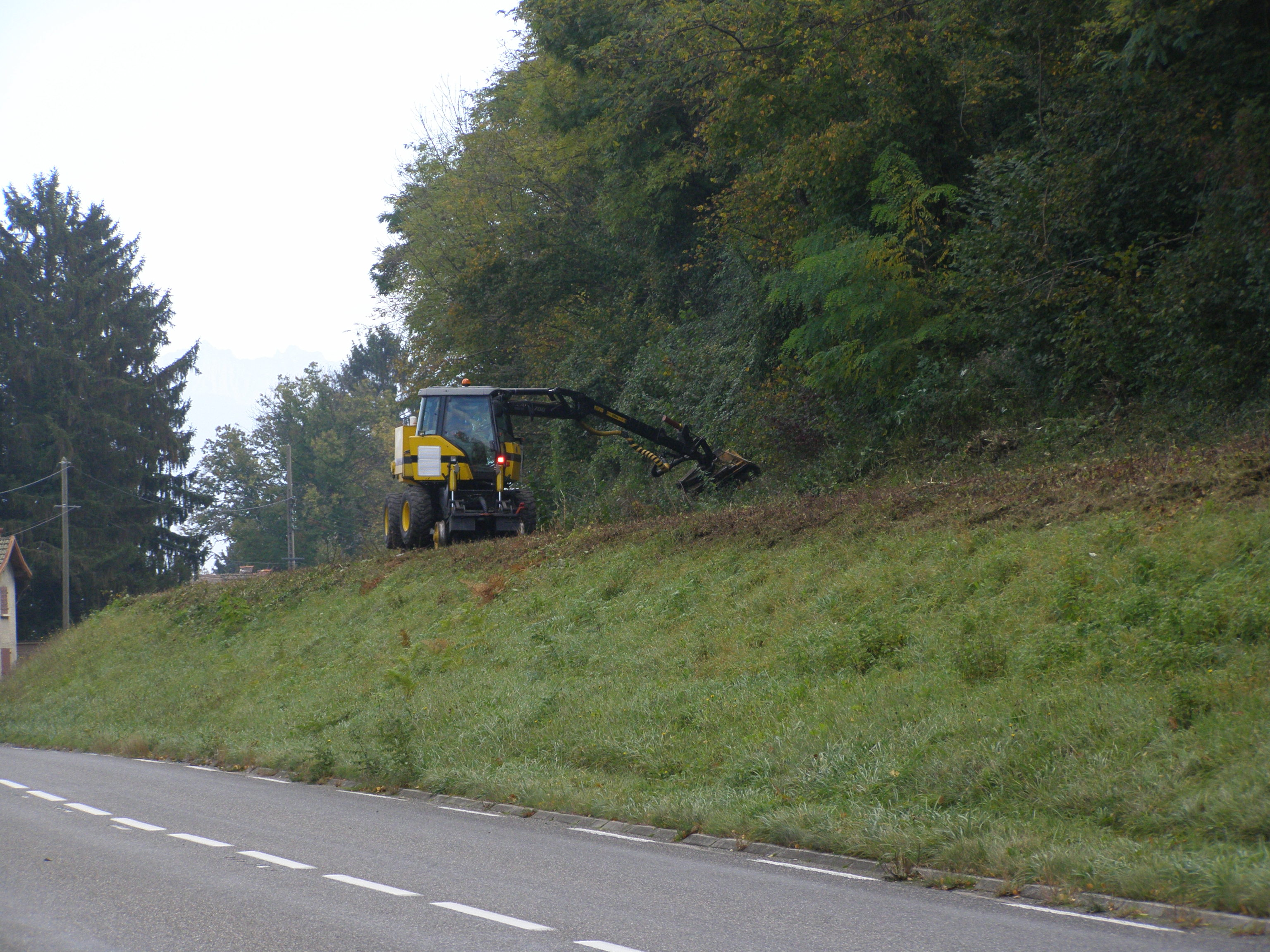
Machine rail-route à Lugrin.
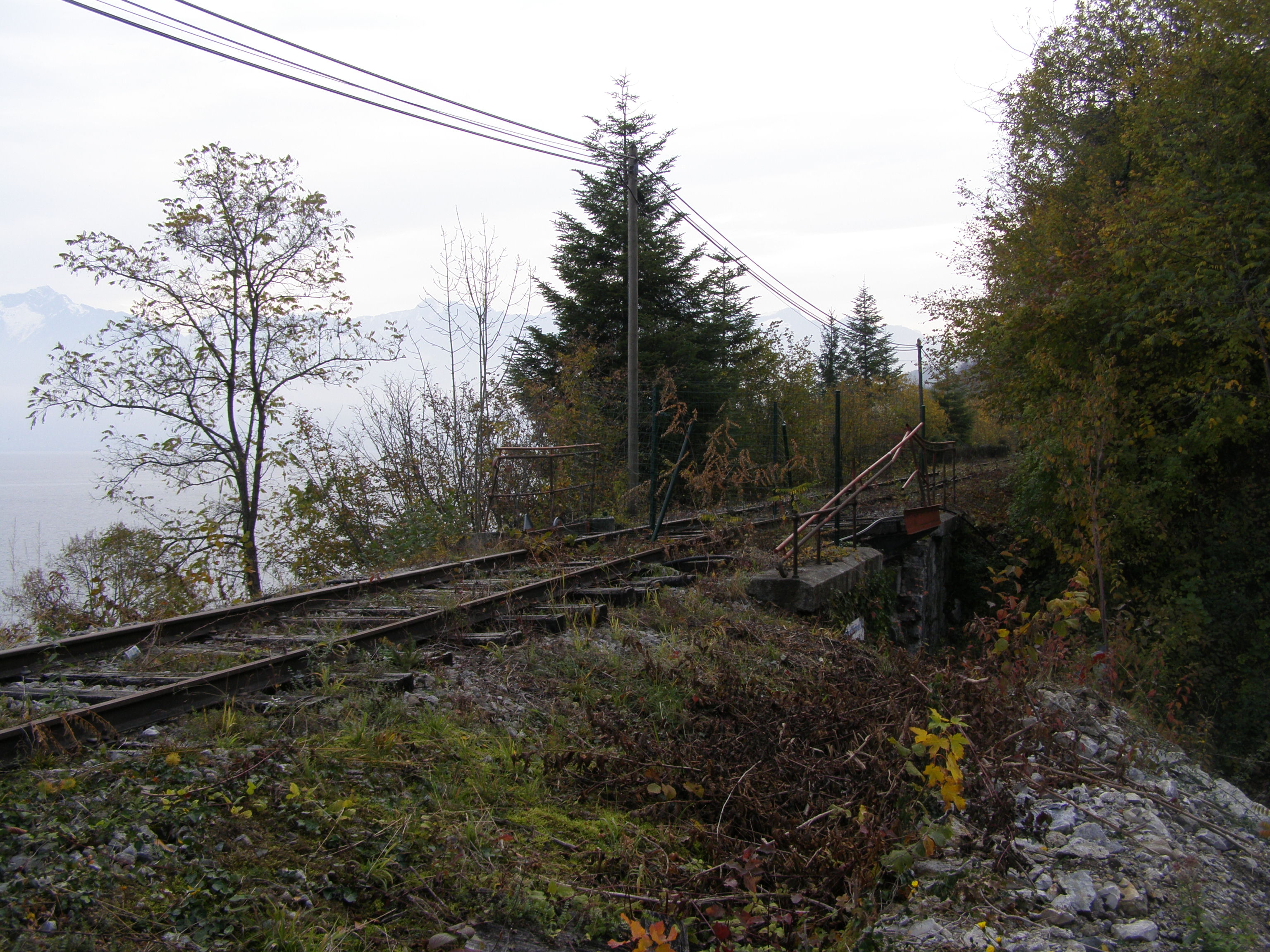
Pont à Saint-Gingolph, carrières Bochaton.
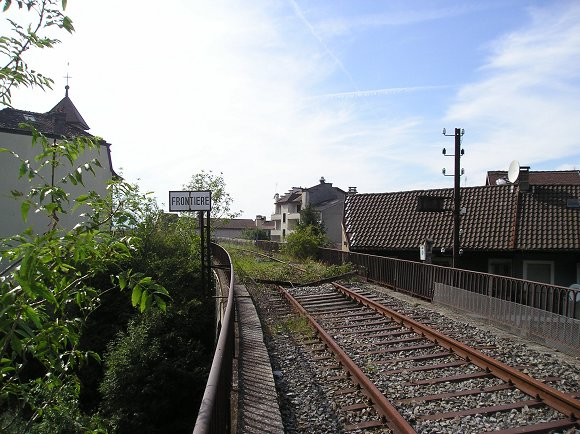
Frontière franco-suisse à Saint-Gingolph en 2008.
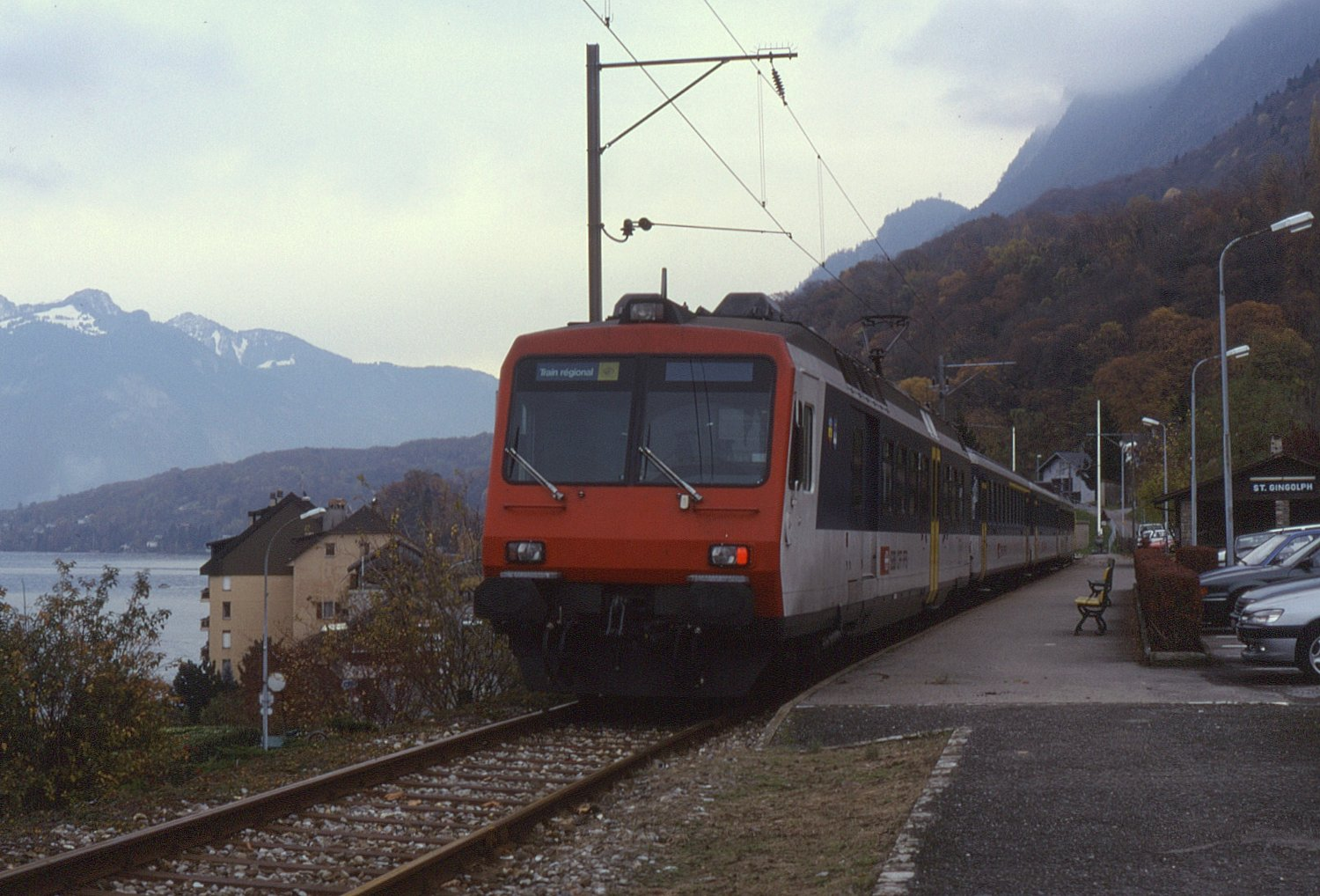
Un train Colibri au terminus de Saint-Gingolph en 1998.
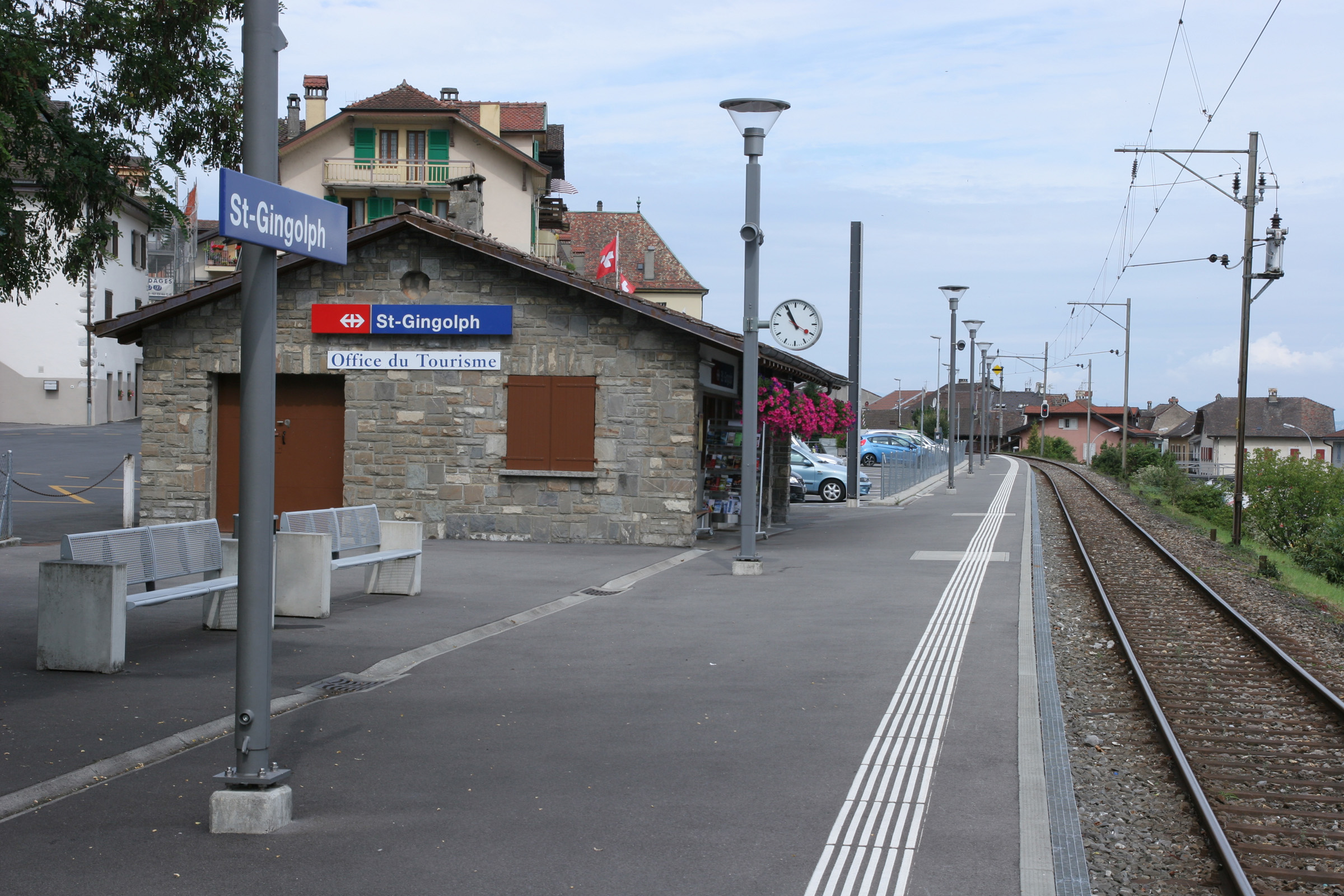
La gare CFF de Saint-Gingolph en 2011.
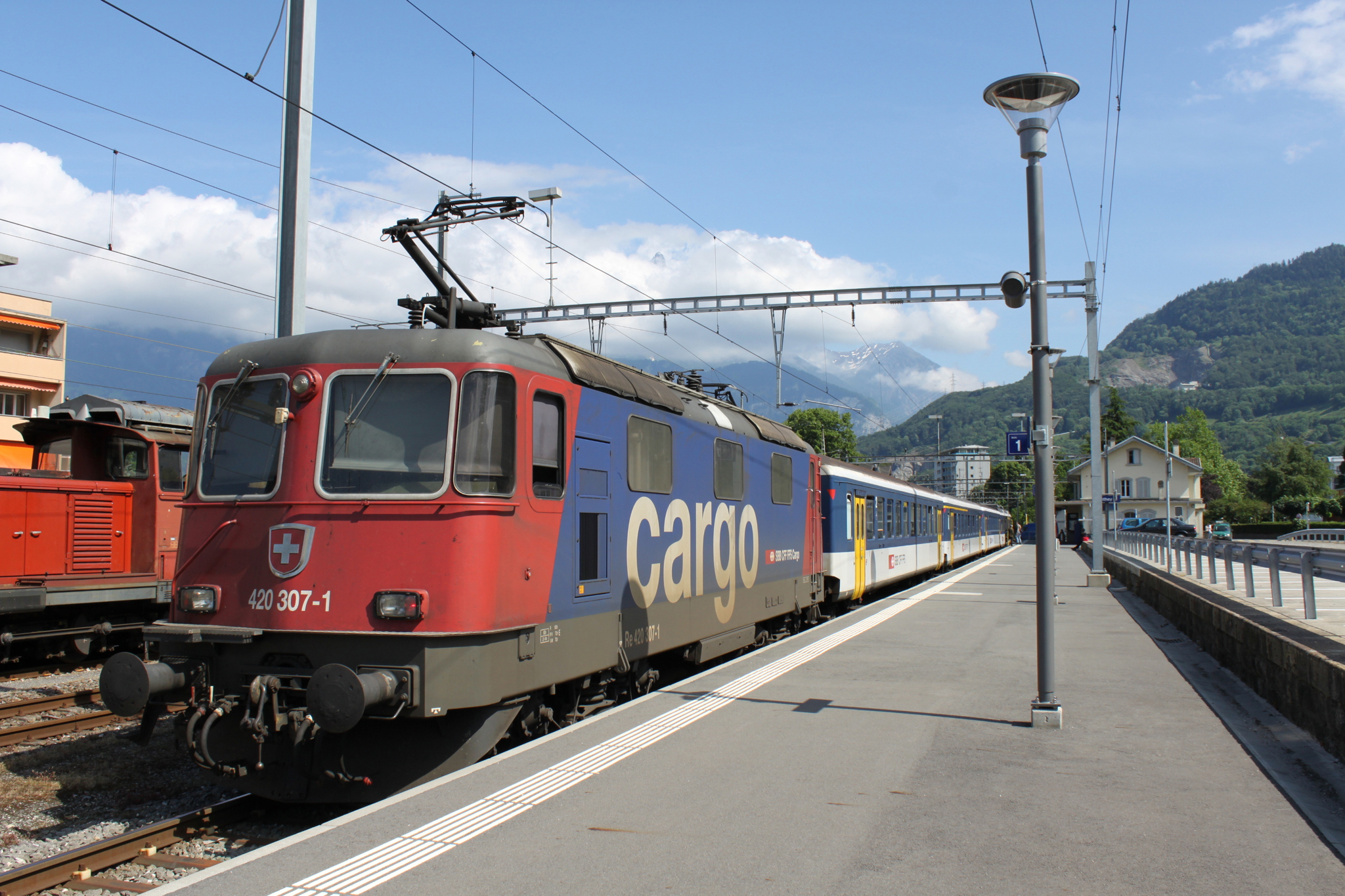
Une Re 420 à la gare de Monthey en 2009.